# Willem Kloos
Willem Johannes Theodorus Kloos (Amsterdam, 6 maggio 1859 – L'Aia, 31 marzo 1938) è stato un poeta olandese, importante rappresentante dei Tachtigers (Movimento degli Ottanta).

## Biografia
Kloos era figlio del sarto Johannes Kloos e di Anna Cornelia Ameise. La madre morì nel 1860. Il padre si risposò nel 1861. Dal 1879 Willem Kloos studiò lettere classiche alla Gemeenteleijke Universiteit di Amsterdam e conseguì la laurea nel 1884.
Durante i suoi anni di studio conobbe Jacques Perk: quando Perk morì, Kloos adattò e pubblicò le sue poesie. L'introduzione che Kloos scrisse per questa pubblicazione (1882) è stata poi considerata il manifesto del "Movimento degli Ottanta" (i cosiddetti Tachtigers). Nel 1880 Kloos ottenne dalla rivista Nederland la pubblicazione della sua poesia Rhodopis. Le poesie di Kloos degli anni '80 dell'800 sono ispirate al poeta inglese Shelley.
Nel 1885 Kloos fondò con Frederik van Eeden, Albert Verwey, Frank dan der Goes e Willem Paap la rivista De Nieuwe Gids. Su questa rivista Kloos pubblicò una serie di cronache letterarie, che nell'insieme costituiscono la sua poetica. Kloos qui enfatizza il concetto che il poeta deve esprimere le sue emozioni in modo personale. Uno "slogan" di Kloos molto citato è che l'arte deve essere l'espressione più personale dell'emozione più personale. Per Kloos forma e contenuto sono inseparabili e il principio da seguire è quello contenuto nella formula l'art pour l'art (l'arte per l'arte). Il poeta ha due strumenti per descrivere ciò che è nella sua anima: musicalità e immaginazione. Kloos pensava che ogni singola sensazione portasse con sé la propria immagine.
La visione di Kloos esprimeva una forte opposizione alla generazione dei dominee-dichters (i "ministri-poeti") come Jan Jakob Lodewijk ten Kate, Nicolaas Beets e Bernard ter Haar, che agli occhi di Kloos avevano scritto soprattutto poesia intimistica, piena di cliché, con una morale che era l'espressione di una mentalità ristretta.
Kloos pubblicò sulla rivista De Nieuwe Gids anche molti dei suoi sonetti. Questi sonetti sono considerati da tutti l'opera letteraria migliore di Kloos e la più compiuta rappresentazione delle idee dei Tachtigers. Le poesie descrivono i sentimenti del poeta e i suoi mutevoli stati d'animo. Il verso più famoso di Kloos è forse il seguente: 
"Ik ben een God in 't diepst van mijn gedachten"
(Io sono un Dio nel profondo dei miei pensieri)
Alla fine del 1885 Kloos scrisse il romanzo Julia. Een verhaal van Sicilië (Julia. Un racconto dalla Sicilia) insieme al suo amico Albert Verwey. Il libro era un'imitazione di Beets e del suo stile antiquato, romantico, vituperavano dai Tachtigers. Il libro fu pubblicato con lo pseudonimo di "Guido" ed era nato come uno scherzo per prendere in giro i critici letterari del tempo. Lo scherzo riuscì, anche se la rivista più importante di quel periodo, De Guids, non reagì. Nella loro brochure De onbevoegdheid der Hollandsche literaire kritiek (L'incapacità della critica letteraria olandese) Kloos e Verwey rivelarono che si era trattato di uno scherzo.
Nel 1885 Kloos scrisse con lo pseudonimo di Sebastiaan Slaap una prefazione alla raccolta Grassprietjes of Liederen op het gebied van Deugd, Godsvrucht en Vaderland (Fili d'erba o Canti nel campo della Virtù, della Devozione e della Patria). In realtà dietro l'autore, Cornelis Paradijs, si nascondeva un gruppo di Tachtigers, tra i quali c'era anche Frederik van Eeden. Era in pratica una raccolta di poesie, un pastiche, dei dominee-dichters.
Negli anni '90 del '900 vari poeti cominciarono a opporsi all'individualismo e al principio dell'"arte per l'arte" di Kloos, proponendo invece una poesia sociale sempre più rivolta alla società. Ci furono dei contrasti anche all'interno del movimento originario dei Tachtigers. Van Eeden e Van der Goes pensavano che il socialismo potesse migliorare l'arte, mentre Kloos e Van der Goes pensavano che il socialismo avrebbe portato al livellamento dell'arte. Kloos rimase fedele ai suoi ideali originari e tornò a scrivere poesie. Nella sua vita personale le cose andavano anche peggio; cominciò a bere, soffriva di psicosi e scriveva sonetti di invettiva. Nel 1894 la rivista De Gids cessò di esistere ma fu un'interruzione solo temporanea.
Nel 1896 fu pubblicata una raccolta di critiche letterarie di Kloos, Veertien jaar literatuurgeschiedenis (Quattordici anni di storia letteraria). Nel 1900 Kloos sposò Jeanne Reyneke van Stuwe, una prolifica scrittrice di romanzi sociali. L'influenza di Kloos era diventata meno importante, ma le sue poesie continuavano a essere pubblicate dalla Nieuwe Gids, con cui Kloos continuò a collaborare fino alla sua morte (1938).
Nel 1935 Kloos ricevette, insieme a Lodewijk van Deyssel, una laurea honoris causa dall'Università di Amsterdam.

## Premi
- 1896 - D.A. Thiemeprijs per Verzen
- 1918 - Tollensprijs per la sua opera completa

## Opere importanti
- Het boek van kind en God (z.j.)
- Julia. Een verhaal van Sicilië (1885)
- De onbevoegdheid der Hollandsche literaire kritiek (1886)
- Verzen (1894)
- Nieuwe verzen (1895)
- Veertien jaar literatuur-geschiedenis, 1880-1893 (1896)
- Verzen II (1902)